# Comuna Dvorîșce, Volodarsk-Volînskîi
Dvorîșce (în ucraineană Дворищенська сільська рада) este o comună în raionul Volodarsk-Volînskîi, regiunea Jîtomîr, Ucraina, formată din satele Dvorîșce (reședința), Solodîri și Zazdrivka.

## Demografie
Componența lingvistică a satului Dvorîșce
     Ucraineană (98,67%)
     Rusă (1,08%)
     Alte limbi (0,08%)
Conform recensământului din 2001, majoritatea populației satului Dvorîșce era vorbitoare de ucraineană (98,67%), existând în minoritate și vorbitori de rusă (1,08%).